# Piotr Amsterdamski
Piotr Amsterdamski (ur. 10 listopada 1955 w Łodzi, zm. 12 lutego 2008 na Filarze Mięguszowieckiego Szczytu w  Tatrach) – polski astrofizyk, tłumacz i alpinista.
Był bratankiem prof. Stefana Amsterdamskiego.

## Życiorys
W młodości współpracownik Komitetu Samoobrony Społecznej „KOR”, pracownik Centrum Astronomicznego im. Mikołaja Kopernika w Warszawie, działacz „Solidarności”. Internowany w stanie wojennym.
Stopień magistra fizyki teoretycznej otrzymał na Wydziale Fizyki Uniwersytetu Łódzkiego w 1979 roku. Doktorat z fizyki uzyskał na Uniwersytecie Kalifornijskim w Santa Barbara, pod kierunkiem Jamesa Hartle'a. Długoletni pracownik naukowo-dydaktyczny Instytutu Astronomii Wyższej Szkoły Pedagogicznej w Zielonej Górze, a następnie Uniwersytetu Zielonogórskiego. W pracy naukowej zajmował się przede wszystkim kosmologią, podstawami mechaniki kwantowej i astrofizyką wysokich energii. Uzyskał stopień doktora habilitowanego nauk fizycznych w zakresie fizyki, specjalność: fizyka teoretyczna (rozprawa Nadprzewodzące struny kosmiczne z 1990 roku), był profesorem Uniwersytetu Zielonogórskiego.
Po roku 1990 poświęcił się głównie tłumaczeniom z języka angielskiego; przełożył ponad 100 pozycji książkowych, w tym 77 naukowych i popularnonaukowych, m.in. „Krótką historię czasu” Stephena Hawkinga i monumentalną, blisko 800-stronicową historię powstania amerykańskiej bomby atomowej Richarda Rhodesa wydaną w 2000 roku (Jak powstała bomba atomowa). Tłumaczył także literaturę piękną, w tym popularną. W 2003 roku dostał, jako pierwszy, nagrodę im. Jerzego Kuryłowicza dla najlepszego tłumacza książek naukowych za książki „Wszechświat w skorupce orzecha” Hawkinga oraz „Harry Potter – nauka i magia” Rogera Highfielda.
W wieku 45 lat zaczął się wyczynowo wspinać, m.in. w Tatrach, gdzie przeszedł kilka poważnych ścian, na niektórych był współautorem nowych dróg, we Francji i we Włoszech (gdzie m.in. przeszedł znaną wielką południową ścianę Marmolady).
Zginął 12 lutego 2008 roku podczas samotnej wspinaczki na Filarze Mięguszowieckiego Szczytu Wielkiego w Tatrach, a jego ciało zostało znalezione w tzw. Dolnym Kominie przez zespół ratowników TOPR, który wybierał się na tę samą drogę.
Pochowany został 22 lutego 2008 roku na cmentarzu komunalnym w Łodzi przy ulicy Smutnej (kwatera IVB, rząd 6, grób 22).

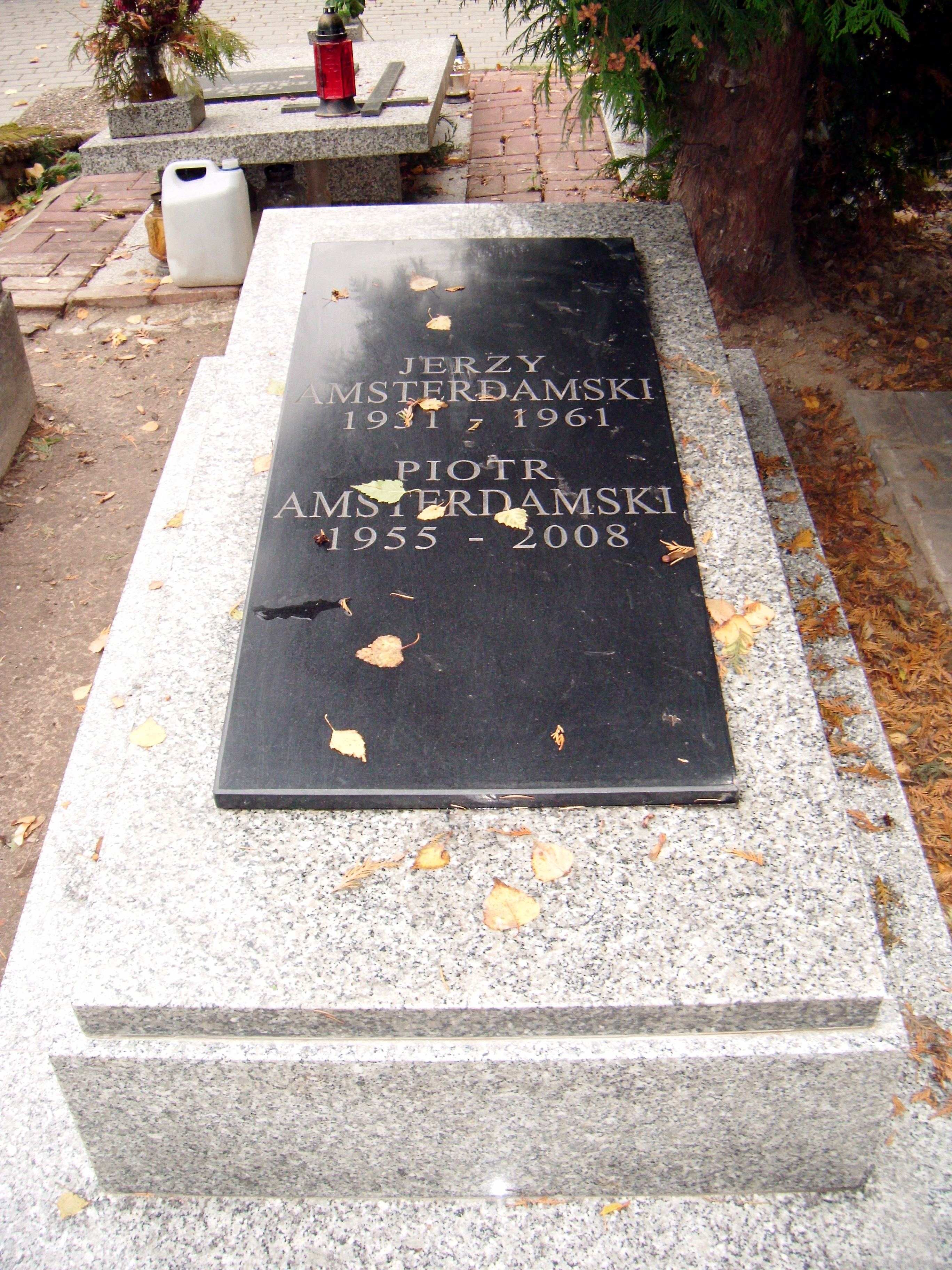
Grób Piotra Amsterdamskiego na cmentarzu komunalnym Doły w Łodzi.

Pośmiertnie został (3 maja 2008) odznaczony przez Prezydenta RP Lecha Kaczyńskiego Krzyżem Oficerskim Orderu Odrodzenia Polski

## Niektóre przekłady
- Robert Harris – Ghostwriter
- Dan Brown – Cyfrowa twierdza
- Albert Einstein – Teoria względności i inne eseje
- Roger Highfield – Harry Potter – nauka i magia
- Stephen Hawking – Krótka historia czasu. Od wielkiego wybuchu do czarnych dziur
- Stephen Hawking – Wszechświat w skorupce orzecha
- Sylvia Nasar – Piękny umysł
- Lynne Olson – Buntownicy (możliwe, że była ostatnią przetłumaczoną książką)
- Roger Penrose – Nowy umysł cesarza
- Richard Rhodes - Jak powstała bomba atomowa
- Peter Schweizer – Wojna Reagana
- Richard M. Watt – Gorzka chwała
- Stephen Hawking i Lucy Hawking – Jerzy i tajny klucz do Wszechświata

Zajmował się także tłumaczeniem przewodników turystycznych.